# Grobiņas SC
Grobiņas Sporta Centrs/Liepājas Futbola Skolu – łotewski klub piłkarski mający swoją siedzibę w mieście Grobiņa. Występuje w Virslīdze, najwyższym szczeblu piłkarskim na Łotwie.

## Historia
Klub Grobiņas SC został założony w 2009. W 2016 wygrali wszystkie mecze w grupie Kurzeme 2. līgi i awansowali do Latvijas futbola 1. līga. W debiutanckim sezonie zajęli w niej 4. miejsce. W sezonie 2022 zajęli 3. miejsce i wystąpili w barażach o Virslīgę, gdzie przegrali w dwumeczu 2:5  z FK Metta (0:2, 2:3). W tym sezonie dotarli także do półfinału Pucharu Łotwy. W sezonie 2023 wygrali całe rozgrywki Latvijas futbola 1. līga awansując tym samym do Virslīgi.

## Skład
Stan na 27 sierpnia 2024
| Nr | Poz. | Piłkarz                               |
| -- | ---- | ------------------------------------- |
| 1  | BR   | Artem Małysz                          |
| 3  | OB   | Dāvids Družiņins                      |
| 4  | PO   | Nazim Məmmədzadə                      |
| 6  | PO   | Helistano Manga                       |
| 7  | OB   | Jānis Krautmanis                      |
| 8  | NA   | Emīls Knapšis                         |
| 10 | NA   | Devids Dobrecovs                      |
| 11 | OB   | Antons Tumanovs                       |
| 12 | OB   | Rūdolfs Meļķis                        |
| 13 | OB   | Ralfs Džeriņš                         |
| 14 | OB   | Krišjānis Rupeiks                     |
| 15 | PO   | Roberts Pirktiņš                      |
| 17 | NA   | Rodrigo Gaučis (wypożyczony z FK RFS) |
| 18 | OB   | Kārlis Mikuļskis                      |
| 19 | PO   | Andris Krušatins (kapitan)            |
| 22 | NA   | Diego Machado                         |
| 23 | PO   | Maksims Fjodorovs                     |

| Nr | Poz. | Piłkarz                                            |
| -- | ---- | -------------------------------------------------- |
| 25 | PO   | Pauls Rodrigo Borisovs                             |
| 28 | PO   | Ingars Stuglis                                     |
| 31 | BR   | Gustavs Krists Šukste                              |
| 32 | BR   | Ņikita Pinčuks                                     |
| 40 | OB   | Raimonds Sāmietis                                  |
| 44 | PO   | Zakaria Sdaigui                                    |
|    | BR   | Deins Polis                                        |
|    | PO   | Ralfs Bethers                                      |
|    | PO   | Kristers Čudars (wypożyczony z Valmiera FC)        |
|    | PO   | Ivo Gaučis                                         |
|    | PO   | Denys Hałata (wypożyczony z Kreminiu Krzemieńczuk) |
|    | PO   | Gustavs Leitāns                                    |
|    | PO   | Martins Raihs                                      |
|    | PO   | Roberts Untulis                                    |
|    | NA   | Markuss Kruglaužs                                  |
|    | NA   | Dairon Mosquera                                    |